# إيمرسون (جورجيا)
إيمرسون (بالإنجليزية: Emerson, Georgia)‏ هي مدينة تقع في مقاطعة بارتو، جورجيا بولاية جورجيا في الولايات المتحدة. تبلغ مساحة هذه المدينة 18.95 (كم²)، وترتفع عن سطح البحر 254 م، بلغ عدد سكانها 1470 نسمة في عام 2010 حسب إحصاء مكتب تعداد الولايات المتحدة.

## وصلات خارجية
- emersoncityhall.com
- Cities & Counties - Georgia.gov